# Боряк, Иван Петрович
Иван Петрович Боряк (1904, Ручки — октябрь 1941) — советский партийный и государственный деятель, председатель Верховного Совета Киргизской ССР (1938—1940), педагог и экономист.
Родился в крестьянской семье; точная дата рождения неизвестна. В июне 1916 года окончил начальную школу, затем четыре года работал вместе с отцом в сельском хозяйстве. С сентября 1920 по июль 1923 года был слушателем педагогических курсов в городе Гадяч Полтавской губернии, после окончания которых стал директором неполной школы-семилетки в селе Бобрик Роменского округа и занимал эту должность до октября 1925 года. Затем был переведён на должность учителя в трудовую школу села Перекоповка, где работал до апреля 1928 года, после чего до мая 1929 года был секретарём Роменского окружного союза работников просвещения. В июне 1926 года вступил в ВКП(б), будучи кандидатом на вступление в неё с мая 1924 года.
С мая 1929 по сентябрь 1930 года заведовал учебной частью Роменской школы механизации сельского хозяйства. В 1930—1932 годах учился в Высшем пединституте прикладной экономики и товароведения. В июле 1934 года окончил аспирантуру при нём и стал заместителем декана факультета товароведения, а в сентябре 1935 года занял пост его декана и одновременно заместителя заведующего учебной частью; в 1935—1936 годах преподавал товароведение в Московском институте советской кооперативной торговли. В 1936 году был назначен директором Главного управления по вопросам обучения при Народном комиссариате торговли, в 1937 году получил должность заместителя директора Московского института советской кооперативной торговли, которую занимал до марта 1938 года; параллельно в 1936—1938 годах был секретарём райкома партии в Москве.
С 16 июля 1938 по 4 декабря 1939 года третий секретарь ЦК Киргизской ССР (освобождён от занимаемой должности IV пленумом 2 — 4 декабря 1939), с 18 июля 1938 по 10 мая 1940 года — председатель Верховного Совета Киргизской ССР.  С ноября 1939 по июль 1941 занимал пост начальника Главного управления учебных заведений Наркомата торговли СССР.
В июле 1941 года в связи с началом Великой Отечественной войны был призван в дивизию народного ополчения Москвы в должности старшего политрука и погиб в октябре того же года в Вяземском котле; точная дата смерти не установлена.